# 苏丹人民解放运动反对派
苏丹人民解放运动反对派（英語：Sudan People's Liberation Movement-in-Opposition，缩写为SPLM-IO）是南苏丹的一个政党。2013年，追随里克·马查尔的苏丹人民解放运动反对派与苏丹人民解放运动领导的政府之间爆发内战。2014年，叛乱分子决定建立自己的组织，暂命名为“苏丹人民解放运动－苏丹人民解放军”，但不久便被媒体称呼为“苏丹人民解放运动反对派”。2020年2月22日，南苏丹内战双方签订和平协议，组建联合政府，苏丹人民解放运动反对派成为合法政党。该党的领袖是里克·马查尔，总参谋长是西蒙·加特韦奇·杜尔，秘书长是丁戈·彼得·雷格比戈。该党的总部位于朱巴。